# 32-es busz (Kecskemét)
A kecskeméti 32-es jelzésű autóbusz a Vasútállomás és Matkó, forduló között közlekedik. A viszonylatot a Kecskeméti Közlekedési Központ megrendelésére az Inter Tan-Ker Zrt. üzemelteti.

## Útvonala
| Matkó, forduló felé | Vasútállomás felé |
| --- | --- |
| Vasútállomás vá. – Bethlen körút – Jókai utca – Hornyik János körút – Széchenyi tér – Szilády Károly körút – Kölcsey utca – Dobó István körút – Batthyány utca – Halasi út – Halasi úti kiskertek – – Matkói bekötőút – Fő utca – Matkó, forduló vá. | Matkó, forduló vá. – Fő utca – Matkói bekötőút – – Halasi úti kiskertek – Halasi út – Batthyány utca – Katona József tér – Csányi János körút – Rákóczi út – Bethlen körút – Vasútállomás vá. |

## Megállóhelyei
| 0  | Vasútállomás végállomás   | 26 | 1, 2D, 2S, 7, 7C, 12D, 15, 19, 21, 21D, 22, 25 Helyközi buszok Távolsági járatok S210 S220 sebesvonat, gyorsvonat, InterRégió, IC, expresszvonat Bethlen körút: 18, 20H, 22, 23 |
| ∫  | Cifrapalota               | 24 | 1, 2D, 2S, 4, 4A, 4C, 7, 7C, 12, 15, 18, 19, 20H, 23 Helyközi buszok |
| ∫  | Katona József Színház     | 22 | 1, 2, 2A, 2D, 2S, 3, 3A, 4, 4A, 4C, 6, 7, 7C, 11, 11A, 12, 13, 13K, 15, 18, 19, 20H, 23, 28 Helyközi buszok                                                                     |
| 2  | Kada Elek utca            | ∫  | 21, 22 |
| 4  | Budai Kapu                | ∫  | 16, 21, 22, 169, 916 Helyközi buszok |
| 6  | Piaristák tere            | ∫  | 1, 2D, 2S, 7, 7C, 9, 11, 11A, 15, 16, 19, 169, 916 Helyközi buszok |
| 8  | Dobó körút                | ∫  | 1, 2, 2A, 2D, 2S, 4, 4A, 4C, 6, 7, 7C, 11, 11A, 13, 13K, 15, 19, 28 Helyközi buszok                                                                                             |
| 10 | Rávágy tér                | 20 | 2, 2A, 2D, 2S, 6, 14D, 21, 28 Helyközi buszok |
| 11 | Mátis utca                | 19 | 2, 2A, 2D, 2S Helyközi buszok S210 (Kecskemét alsó) |
| ∫  | Halasi úti felüljáró      | 17 | 2, 2A, 2D, 2S Helyközi buszok |
| 13 | Csókás utca               | 16 | 2, 2A, 2D, 2S Helyközi buszok |
| ∫  | Damjanich iskola          | 15 | 2, 2A, 2D, 2S Helyközi buszok |
| 15 | Virágoskert utca          | 13 | Helyközi buszok |
| 16 | Belsőballószög            | 12 | Helyközi buszok |
| 17 | Bodri kereszt             | 11 | Helyközi buszok |
| 18 | Tündérrózsa utca          | 10 | Helyközi buszok |
| 19 | Kerekes tanya             | 9  | Helyközi buszok |
| 21 | 7-es km kő                | 7  | Helyközi buszok |
| 23 | Törökfái                  | 5  | Helyközi buszok |
| 24 | Horváth tanya             | 4  | Helyközi buszok |
| 25 | Erdőalja dűlő             | 3  | Helyközi buszok |
| 26 | Félegyházi vízfolyás      | 2  | Helyközi buszok |
| 27 | Golovics tanya            | 1  | Helyközi buszok |
| 29 | Matkó, forduló végállomás | 0  | Helyközi buszok |